# 労働教養
労働教養（ろうどうきょうよう、中国語: 劳动教养）とは、かつて中華人民共和国国内にある各地方政府の労働教養管理委員会が『社会秩序を乱した』などの理由で裁判抜きで人民を勾留（強制労働）できた制度。「人権侵害の象徴」と言われた中華人民共和国公安部の重要な治安措置とされる。
2013年11月に憲法違反として廃止された。

## 概要
前述のとおり、各地方政府の労働教養管理委員会が、『社会秩序を乱した』などの理由で人民を勾留（強制労働）できる制度であるが、裁判はなく、理由があいまいで恣意的解釈の余地が大きいため、政府に文句を言う人民は誰でも勾留できる制度であるといわれる。勾留期間は3年以下であるが、更に1年間の延長が認められるために実際は4年間まで可能である。また、釈放後に再度収容することにより、永遠に収容が可能とも言われる。決定に不服ならば、行政訴訟を起こすこともできるが、労働教養管理委員会は事実上は中華人民共和国公安部が運営をしているために、弁護士との面会が認められなかったり、また中華人民共和国公安部と裁判所を管轄する中国共産党の担当部門は同じ部署のために、身内の決定を覆すような判断は皆無と言われる。中国政府の発表（公称）では全国に約350ヶ所あり、収容者は約16万人と言われる。
中国国内でも、労働教養制度は憲法違反であると指摘されていた。2013年11月に開催された第18期中央委員会第3回総会において、この制度の廃止が決まった。

## 内情
- 排尿、排便は午前6時、午前10時、午後2時、午後6時の1日4回である。これら時間以外での使用は許されないために、大便を漏らす者などもいる。また、午前6時は排便は許されず排尿のみである[2]。
- 起床は午前6時で、消灯は午後10時である。毎回15分の食事のとき以外のほとんどの時間は、無報酬の労働作業である。ノルマをこなせない者は睡眠時間がカットされる[2]。
- 収容された人民は身の回りのものは所持禁止で、毎回業者から購入することとなる。収容者に対する罰のひとつとして業者からの購入も禁止となった際には、女性は生理が来てもナプキンを入手できず、血だらけのままである[2]。

## アメリカ議会の反応

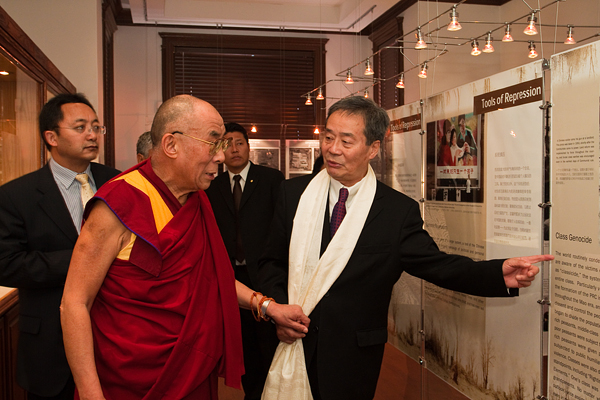
労働改造博物館を訪れるダライ・ラマ14世

勾留先は「労働改造所（労改：ラオガイ）」とも言われ、時事英語としても通る名前"Laogai"となり、2005年には米議会で「中国の強制労働」と題する公聴会まで開かれ、約1000箇所の監獄があり、無償で働かされ、その生産物は日本や米国に輸出し、中国は利益を上げていると発表された。この問題に取り組む人権活動家によれば、300万人以上が強制収容されているとし、その状況を訴えるために2008年、ワシントンD.C.に中国の強制労働問題をテーマにした「労働改造博物館（en:Laogai Museum）」をオープンさせている。

## 主な勾留先

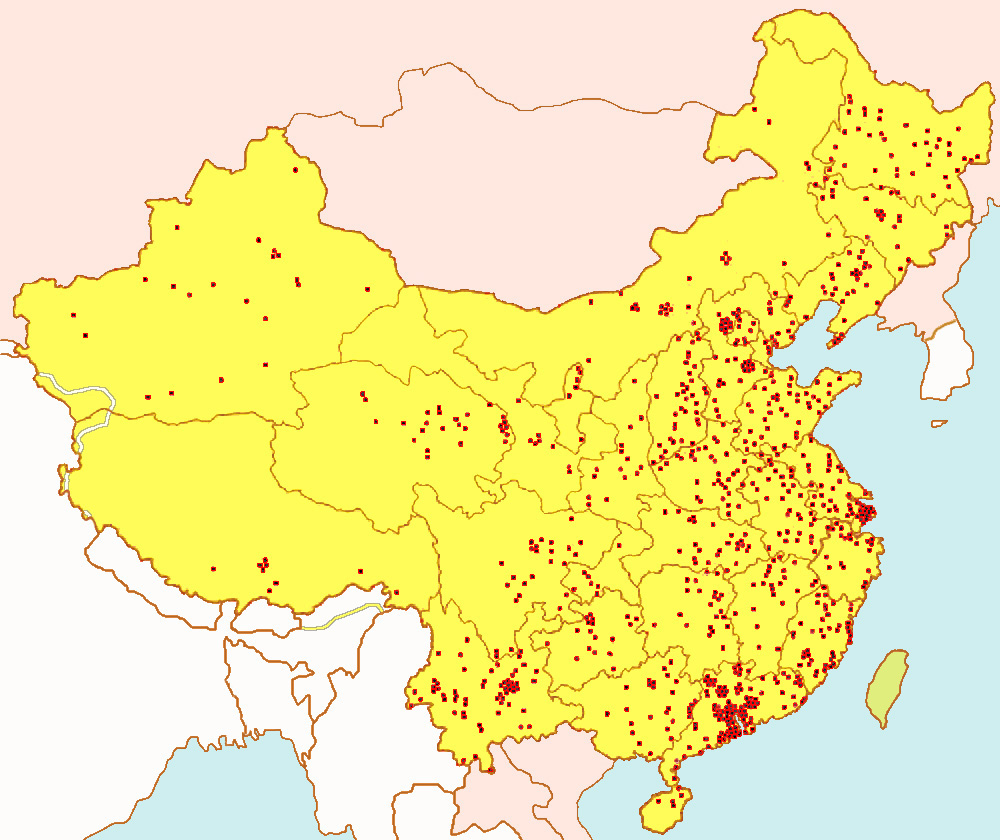
労働改造所の地図

- 大豊農場（上海） - 八大労働農場のひとつ

## 関連する法律・法規
1. 国务院关于劳动教养问题的决定（1957年8月3日公布）
2. 国务院关于劳动教养的补充规定（1979年11月29日公布）
3. 国务院关于将强制劳动和收容审查两项措施统一于劳动教养的通知（1980年2月29日公布）
4. 劳动教养试行办法（1982年1月21日公布）
5. 全国人民代表大会常务委员会关于禁毒的决定（1990年12月28日公布）
6. 全国人民代表大会常务委员会关于严禁卖淫嫖娼的决定（1991年9月4日頒布）
7. 公安机关办理劳动教养案件规定（2002年4月12日發布）
8. 劳动教养戒毒工作规定（2003年5月20日公布）
9. 关于进一步做好刑满释放、解除劳教人员促进就业和社会保障工作的意见（2004年2月6日公布）